# ゲイリー・ガイギャックス
ゲイリー・ガイギャックス（英語: Ernest Gary Gygax,[ˈɡaɪɡæks],GY-gaks、1938年7月27日 - 2008年3月4日）は、アメリカ合衆国の作家、ゲームデザイナー。シカゴ生まれ。日本では、翻訳書がゲイリー・ガイギャックス名で出されているため「ガイギャックス」として知られるが、英語での発音は「ガイガックス」[ˈɡaɪɡæks] に近い。世界初にして最も有名なロールプレイングゲーム『ダンジョンズ&ドラゴンズ』などのデザインで知られ、「ロールプレイングゲームの父（のひとり）」と賞される。
1960年代、ガイギャックスはウォーゲーム・クラブの団体を作り「Gen Con」と呼ばれるゲームコンベンションを創設した。
1971年、中世ヨーロッパの戦争を再現するミニチュアゲーム『チェインメイル』を共同制作。
1973年、幼なじみのドン・ケイとともにTSR社(Tactical Studies Rules)を設立。
1974年、前述のゲーム『チェインメイル』を拡張し、彼が自分の子供のように愛したファンタジーの要素を組み込んで、デイヴ・アーンソンと共に世界最初のテーブルトークRPG『ダンジョンズ&ドラゴンズ』を創造した。彼はさらに、新しいゲームをサポートするために、雑誌「ドラゴン」を創刊した。1977年には、より広範囲に渡るバージョンの仕事に着手し、『アドバンスト・ダンジョンズ&ドラゴンズ』を生み出した。ガイギャックスはゲームシステムのために非常に多いマニュアルをデザインし、D&Dを遊んでいる人（ダンジョンマスター）に向け、詳細なゲームシナリオを走らせるための簡単な台本やアイデアを、「モジュール」と呼ばれる、それぞれにパッケージされたアドベンチャーを与えた。1983年、彼はD&DのTVアニメシリーズ(en:Dungeons & Dragons (TV series))のライセンスのために働き、成功に導いた（ちなみにこのアニメは日本の東映アニメーションが制作した）。
新たな過半数の所有者と問題をめぐって、1985年にTSR社を退社後、ガイギャックスは独立してロールプレイング・ゲームの著作を続け、1992年にはマルチジャンルのRPG「デンジャラス・ジャーニーズ」(en:Dangerous Journeys)を始めた。彼がデザインした別のゲーム・システムは「レジェンダリー・アドヴェンチャー」(en:Lejendary Adventure)と呼ばれ、1999年に発売された。2005年には、ガイギャックスはこのゲームの第3版のルールと、ゲームの古典的なバージョンとの間のハイブリッドとして考え出された「キャッスルズ&クルセイズ」(en:Castles & Crusades)に深く関わった。
ガイギャックスは2度の結婚で、6人の子供をもうけた。2004年に続けて2度の脳梗塞を発症し、それに伴う心筋梗塞からもかろうじて回復したが、後に腹部大動脈瘤と診断される。2008年3月4日に死去。69歳だった。

## 生い立ちとインスピレーション
ゲイリー・ガイギャックスは1938年7月27日、シカゴのリグレー・フィールドの数ブロック近くで生まれた。スイス移民でシカゴ交響楽団のヴァイオリニストであるErnst Gygaxの息子である。ガイギャックスは幼少期をシカゴで過ごしたが、しかし、1946年に彼は少年の大規模なグループと乱闘に巻き込まれた後、父親が家族をウィスコンシン州レイク・ジェニーバに移動させることを決めた。そこはゲイリーの母親の家族が19世紀初頭に定住していた場所だった。
彼の幼少期から十代までの間、彼はファンタジーやサイエンス・フィクションの観賞、ゲームへの愛が明らかになった。彼が5歳の時、彼はピノクルなどのカードゲームやチェスをプレイした。10歳の時、彼は現在で言うところの「ライブRPG」を友人たちと遊び、また裁定役を務めた。彼の父は彼にファンタジーやサイエンス・フィクションのパルプ・マガジンを与えた。彼のゲームへの興味は、歴史への正しい評価と、結局1953年に彼がミニチュア・ウォーゲームを親友のドン・ケイと始めたのが組み合わさったものである。ガイギャックスとケイは高さ54mmと70mmの人形を大量にコレクションし、おもちゃの兵士のために自分たちのミニチュアのルールをデザインして、爆発をシミュレートするために"ladyfingers"(小さな爆竹)を使った。
高校を若年期で退学したあと、しばらくの間奇妙な仕事をして、19歳のときにシカゴに戻ってきて短期大学の夜間クラスに参加した。そしてシカゴ大学の人類学の授業を追求する。彼はさらにシカゴ大学で人類学の単位を取得した。彼は大学ディーンのリストを作り、彼の教授との要請により、シカゴ大学の単位の認定を認めた。一方、彼はこの時点で結婚しており、フルタイムの仕事として保険の代理人を引き受けることにした。
1958年12月にアバロンヒル社から発売された「ゲティスバーグ」(en:Gettysburg (game))ゲームはガイギャックスの注目を特に得た。また、アバロンヒル社から、彼は最初に入手できる空白の六角形が書き込まれたマッピングシートを注文し、自分自身のゲームのデザインのために雇い入れた。ガイギャックスは自分がデザインしたゲームの改訂のために、プレイ・バイ・メイルの「ディプロマシー」ゲームのファンになりのめり込んだ。ガイギャックスはハーバート・ジョージ・ウェルズの「Little Wars」(en:Little Wars)というミリタリーミニチュアを使ったウォーゲームの本と、フレッチャー・プラット(en:Fletcher Pratt)の「Naval Wargame」を習得し、1965年には彼はウォーゲームの趣味に積極的で、多くの雑誌の記事を書いた。さらにまた、ガイギャックスは乱数を生成するための革新的な方法として、彼が学校用品のカタログ（a school supply catalog）で発見した、六面体の普通のサイコロだけでなく、5種類ある正多面体全てのサイコロを使用することを求めた。
1967年、彼と家族はレイク・ジェニーバに戻ってきた。彼はTSRのエンターテインメント部門の責任者としてハリウッドに短期滞在したときを除いて、レイク・ジェニーバの自宅で人生を過ごした。

## ウォーゲーム
1960年代の間、ガイギャックスはレイク・ジェニーバで消防士の基金のための保険業者として働いた。
1966年、ガイギャックスはビル・スピーア、スコット・ダンカンとともに、「インターナショナル・フェデレーション・オブ・ウォーゲーマーズ」(IFW) (en:International Federation of Wargamers)を創設した。
IFWはいくつかのウォーゲームのクラブで構成され、ゲームへの関心を引く、中世時代の精密な歴史を紹介するとともに、国際的なウォーゲーマーのためのフォーラムを提供した。

1967年、ガイギャックスは自宅で20人からなるゲームの集まりを組織した：このイベントは"Gen Con 0"と呼ばれるようになる。
1968年、ガイギャックスはレイク・ジェニーバの蔓で覆われた園芸ホールを50ドルで借り、最初のレイク・ジェニーバコンベンション、略してGen Conを開催した。

Gen Conは現在北米最大規模の年1回のホビーゲームコンベンションのひとつであり、
そして1969年8月の2度目のGen Conでガイギャックスはデイヴ・アーンソンと出会った。
私は中世暗黒時代にとても愛着がある。私がふさわしいミニチュアを持っていたから、私たちは時代を遊び始めた。私は、自分の持っているフィギュアが何を持っているか、何を着ているかでルールの考案を始めた。もしミニチュアが盾を持って鎧を着ていなかったら、彼は盾を持っている。盾と半分鎧なら半分鎧のルール、全身鎧のフィギュアなら全身鎧のルールというように。私は武器についても同じようなルールにした。
1965年、ドン・ケイ、マイク・リース、そしてレオン・タッカーとともに、ガイギャックスは、自分の家を最初の本部にして、ミリタリー・ミニチュアのサークルである「レイク・ジェニーバ・タクティカル・スタディーズ・アソシエイション」(LGTSA)を創設した。1969年、ガイギャックスはIFWの支部として「キャッスル&クルセイド・ソサエティ」(en:Castle & Crusade Society)を創設した。ゲイリーはゲームのディベロップメントに関心を追求する時間をもっと作るため、保険の仕事をやめて靴の修理人になった。
1970年、彼はウォーゲームの出版社であるガイドン・ゲームズ(en:Guidon Games)の編集長の仕事を始め、彼がプロデュースしたボードゲーム「アレキサンダー大王」(en:Alexander the Great (board game))と「ダンケルク」(en:Dunkirk (board game))が1971年に発売された。1968年、ガイギャックスと（ホビーショップの店長だった）ジェフ・ペレンは、中世代の戦術戦闘をシミュレートしたミニチュア・ウォーゲームである『チェインメイル』を作成し、1971年に出版された。彼はさらに、海戦ゲーム「ドント・ギブ・アップ・ザ・シップ！」(en:Don't Give Up the Ship!)をデイブ・アーンソンと共同制作した。
1972年の『チェインメイル』の第2版の出版のために、ガイギャックスはルールにファンタジーのサプリメントを加えた。この中には、J・R・R・トールキンや他の資料によって書かれた、人間ではない種族の怪物戦士が含まれていた。彼はまた、個体の英雄的キャラクターや個体の魔術師のルールも組み込んだ。最後に彼は、ライトニング・ボルトやファイアーボールなどの、戦闘に影響を及ぼす10の呪文を組み込んだ。デイヴ・アーンソンは、自分のファンタジー・キャンペーン「ブラックムーア」のために変更を加えたルールを採用した。1972年にレイク・ジェニーバを訪れている間、アーンソンは新しいルールを使った自分のファンタジー・ゲームを披露し、そしてガイギャックスはすぐにロールプレイングゲームの可能性を見た。
アーンソンが「ブラックムーア」キャンペーンのために変更した『チェインメイル』を土台にして、ガイギャックスとアーンソンはファンタジー・ゲームを共同制作し、これが後の「ダンジョンズ&ドラゴンズ」となるロールプレイングゲーム(RPG)である。このルールはファンタジー作家ジャック・ヴァンスに直感を受けた魔法のシミュレートと、ロバート・E・ハワード、L・スプレイグ・ディ＝キャンプ、そしてフリッツ・ライバーの書いた作品を集めたシステムである。1973年、ガイギャックスは日々の仕事を抜け、アバロンヒル社からゲームを出版するように試みたが、アバロンヒル社は彼の提案を断った。

## TSR
ガイギャックスは1973年にGuidon社を退社したあと、ドン・ケイをパートナーに、資本金1000ドルでTactical Studies Rules社（後にTSR社と呼ばれる）を設立した。ケイは生命保険会社に、TSR社の資金として1000ドルを借りていた。ブライアン・ブルーム(en:Brian Blume)がガイギャックスとケイに等しい1/3のパートナーとして1974年にTSRに入社し、彼は「ダンジョンズ&ドラゴンズ」を出版する資金を調達した。ガイギャックスはより多くのミニチュアと卓上バトルゲームのために働き、「キャバリアーズ&ラウンドヘッズ」（英語の南北戦争、ジェフ・ペレンと共著）(en:Cavaliers and Roundheads (game))、「クラシック・ウォーフェア」（古代：紀元前1500年から紀元後500年）、「トラクティクス」（第2次世界大戦から1965年頃、マイク・リースとレオン・タッカーとの共著）(en:Tractics)、そして「ウォリアーズ・オブ・マーズ」(en:Warriors of Mars (game))に組み込まれた。
1974年1月にTSR社から最初に発売された「ダンジョンズ&ドラゴンズ」ボックスセット(en:Dungeons & Dragons (1974))は、ガイギャックスの家で手作りで印刷され、組み立てられ、1000部がその年のうちに売り切れた。同じ年、ガイギャックスは自身の編集による「ザ・ストラテジック・レビュー」誌を作り、1978年から1981年までガイギャックスが記事を書き、コラムを書き、そして出版元であるファンタジーの定期刊行物「ドラゴン」誌への移行へのアシストにティム・カスク(en:Tim Kask)を雇った。

ガイギャックスはオリジナルのD&Dゲームのために『グレイホーク』、『エルドリッチ・ウィザードリィ』(en:Eldritch Wizardry)、そして『ソーズ&スペルズ』(en:Swords & Spells)のサプリメント群を著した。1975年、ブライアン・ブルームと彼は同様に、西部劇向けロールプレイングゲーム『ブートヒル』(en:Boot Hill (role-playing game))をデザインした。
1977年、ジョン・エリック・ホルメス(en:John Eric Holmes)は、ガイギャックスが仕事をしたオリジナルのD&Dボックスセットを大きな土台とした、若いプレイヤー向けの「ダンジョンズ&ドラゴンズ・ベーシック・セット」を編集した。
1975年1月にドン・ケイが心臓発作により死去した後、ケイの未亡人は自分の持ち分をガイギャックスに売った。ガイギャックスは、Tactical Studies Rulesを丸ごと支配するに至り、自ら社長となったTSR Hobbies,Inc.を設立した。直後に、ガイギャックスは財政トラブルにみまわれ、TSR Hobbiesをブライアン・ブルームとケヴィン・ブルームの兄弟に売却した。

### アドバンスト・ダンジョンズ&ドラゴンズ
1977年が始まると、D&Dの新しいバージョンである「アドバンスト・ダンジョンズ&ドラゴンズ」(AD&D)が制作された。新しいシステムの最初のルールブックとして「モンスター・マニュアル」が出版され、以後多くの続刊があった。AD&DのルールはD&Dのルールとは互換性がなく、D&DとAD&Dは別個の製品ラインとなった。
ガイギャックスは「アドバンスト・ダンジョンズ&ドラゴンズ」のハードカバーのルールブックとして、「プレイヤーズ・ハンドブック」(en:Player's Handbook)、「ダンジョン・マスターズ・ガイド」(en:Dungeon Master's Guide)、「モンスター・マニュアル」(en:Monster Manual)、「モンスター・マニュアルII」(en:Monster Manual II)、「アンアースド・アルカナ」(en:Unearthed Arcana)、そして「オリエンタル・アドヴェンチャーズ」(en:Oriental Adventures)を著した。ガイギャックスはまた非常に多くのAD&Dや基本のD&Dのアドヴェンチャーを執筆または共同執筆し、その中には「ザ・キープ・オン・ザ・ボーダーランズ」、「恐怖の墓所」、「エクスペディション・トゥ・ザ・バリアー・ピークス」(en:Expedition to the Barrier Peaks)、「元素邪霊の寺院」(en:The Temple of Elemental Evil)、「フォゴットン・テンプル・オブ・タリズダン」(en:Forgotten Temple of Tharizdun)、「モルデンカイネンズ・ファンタスティック・アドヴェンチャー」(en:Mordenkainen's Fantastic Adventure)、「アイル・オブ・ザ・エイプ」(en:Isle of the Ape)、そして後にこれら7つのモジュールが組合わさった「クイーン・オブ・ザ・スパイダーズ」(en:Queen of the Spiders)がある。1980年、ガイギャックスによる長期キャンペーンセッティングである「グレイホーク」が2つ折り（フォリオ）版の「ザ・ワールド・オブ・グレイホーク・ファンタジー・ワールド・セッティング」として出版され、これは1983年に「ワールド・オブ・グレイホーク・ファンタジー・ゲーム・セッティング」というボックスセットになって拡張された。「ダンジョンズ&ドラゴンズ」ゲームシリーズの売り上げは1980年に850万ドルに達した。ガイギャックスはさらに1981年には「ガンマ・ワールド」(en:Gamma_World)サイエンス・ファンタジーRPGの提供を援助し、このゲームのアドヴェンチャー「リージョン・オブ・ゴールド」の共同執筆者にもなった。

### TSR退社
1979年、ミシガン州立大学の生徒がおそらくライブ・アクション版のD&Dを遊んでいるときに、大学の蒸気トンネルの中で行方不明になる事件が起きた。(en:James Dallas Egbert III)これは結果として、メディアの主流が「ダンジョンズ&ドラゴンズ」のネガティブな面に焦点を当てる結果となった。1982年、パトリシア・パリング(en:Patricia Pulling)の息子が自殺した。彼の自殺を「ダンジョンズ&ドラゴンズ」の責任にして、パリングはゲームと、プロデュースした会社を攻撃するために、B.A.D.D. (Bothered About Dungeons & Dragons：D&Dに迷惑をかけられた)という名前の団体を組織した。1985年、ガイギャックスは60 Minutesというドキュメンタリー番組の中でゲームを擁護し、放送された。TSR社のオフィスには殺しの脅迫が届き始めたため、ガイギャックスはボディーガードを雇った。ただし、1982年に、TSR社の1年ごとのD&Dの売り上げは1600万ドルに達し、1983年1月、ニューヨーク・タイムズは、「ダンジョンズ&ドラゴンズ」は、世界大恐慌の象徴だった「モノポリー」と同じ方法で、1980年代の偉大なゲームになるかもしれない、と推測した。
1983年にTSR社が独立した会社に分割されたあと、ガイギャックスはTSR社の取締役会の社長兼会長に就任し、そしてTSR Entertainment社の社長に就任した。TSR Entertainment社(後にDungeons & Dragons Entertainment Corp.となる)の部分として、ガイギャックスはハリウッドに行って、CBS向けにライセンスされたD&DのTVアニメシリーズの副プロデューサーになった。シリーズは2年間続いた。
ガイギャックスは彼の役員であるケヴィンとブライアンのブルーム兄弟に任せ、TSR社の日々の仕事を去った。彼が1984年にウィスコンシンに帰ってきた時、会社は150万ドルの負債を抱えていた。この時点で、彼は経営のためにロレイン・ウィリアムズ(en:Lorraine Williams)を雇い、ブルーム兄弟の株式を購入し、TSR社の過半数支配を得た。ガイギャックスは残りの株式と過去のTSRを売却し、その間に、1985年の「ダンジョンズ&ドラゴンズ」の売り上げは2900万ドルに届いた。1985年10月、TSR社の取締役会はガイギャックスを会社の社長兼会長から外したが、ただし、彼は取締役の地位にとどまり、企業の創造的な努力にもさらなる貢献をした。1986年10月、ガイギャックスはTSR社の全ての役職を辞職し、1986年12月にTSRの彼の論争を解決した。
私はかなりの間に会社のから離れていた。それはその二人の支配欲が強い男の中の一人が私より会社を上手く運営できると思っていたからだ。私も経営できたから私は子会社をの経営を引き受けることにした。1982年には西海岸で誰もTSR社と取引をせず、しかし"Dungeons and Dragons Entertainment"と呼ばれる私が始めた子会社とは取引した。エンターテインメント界で私達に確実な地位があることを認められるには、かなりの時間と努力が掛かった。しかし、最終的に、私たちはCBSでアニメ番組を始め、私の作品の他のプロジェクトの数だった。 しかしながら、私が会社の運営から離れていた間に、会社は深刻な財政難に落ち、そして私のかつてのパートナーで会社を運営していた一人がニューヨークのザ・ストリートで会社を売りに出していると聞いた。私は帰ってきて、会社の全ての部門で経営ミスを多数発見した。銀行は担保権を行使し、私たちは150万ドルの債務を負っていた。私たちは最終的に、言ってみれば私のパートナーをオフィスから追い出した（ケヴィン・ブルームは1984年にTSR社のCEOを外された）。それから彼はその報復のために、ロレイン・ウィリアムズへ彼の株式を売却した。私は法廷で阻止を試み、私は裁判官に対して苦闘したが、私に不利な判決が下された。私は会社の支配権を失い、それから私が持っていた株を全て売ることを決めた。
TSR社を去る前、ガイギャックスはTSR社のアドヴェンチャーシリーズである「グレイホーク」の「ゴード・ザ・ローグ」(en:Gord the Rogue)をフィーチャーした、（最初のグレイホーク小説である）「サーガ・オブ・オールド・シティ」と「アーティファクト・オブ・イーブル」という2つの小説を書いた。次の「ゴード・ザ・ローグ」アドヴェンチャーはNew Infinities Productions, Inc.社から発売された。（またイタリア語でも出版された）この中には「シーオブ・デス」、「ナイト・アラント」（短い話のコレクション）、「シティ・オブ・ホークス」、「カム・エンドレス・ダークネス」、そして「ダンス・オブ・デーモンズ」が含まれていた。
別にガイギャックスが制作したのは「ドラゴンチェス」 (en:Dragonchess)があり、これは3次元のチェスの変形(en:chess variant)であり、1985年8月の「ドラゴン」誌の100号で出版された。これは3枚の8マスx12マスの積み重ねたボードを互いに置き、上段は空中、中段は地上、そして下段は地下(en:underworld)を表す。駒は「ダンジョンズ&ドラゴンズ」にインスパイアされたキャラクターとモンスターで、王、魔術師、聖騎士、聖職者、ドラゴン、グリフォン、オイルファント、英雄、盗賊、精霊、バジリスク、ユニコーン、ドワーフ、シルフそして戦士を使う。

## 晩年の経歴
TSR社を退社したあと、1986年にガイギャックスはNew Infinities Productions, Inc.の設立に協力した。
1986年10月、ガイギャックスはNew Infinities Productions, Inc.の会長に就任し、デザイン・エグゼクティブのフランク・メンツァーとキム・モハン(en:Kim Mohan)、そして他2人からなるクリエイティブ委員会の筆頭になった。ガイギャックスのNew Infinitiesでの最初のロールプレイングゲームの仕事は1987年に出版されたサイエンス・フィクションRPG「サイボーグ・コマンドー」(en:Cyborg Commando)（メンツァーとモハンとの共著）で、ガイギャックスはその後多彩なジャンルに渡るRPG「デンジャラス・ジャーニーズ」(en:Dangerous Journeys)を創造し、ゲームデザイナーズ・ワークショップ社(GDW)から出版された。そしてTSR社から訴訟の原因となった。ガイギャックスは「デンジャラス・ジャーニーズ」の全ての製品に作家として関わり、その中には「ミサス」、「ミサス・マジック」そして「ミサス・ベスティアリー」が含まれる。彼はその後、1995年に新しいRPGの仕事を始める前に、いくつかのファンタジー小説を書いた。1999年、ガイギャックスは、最初はコンピューター・ゲームとして意図されていた、「レジェンダリー・アドヴェンチャー」(en:Lejendary Adventure)をリリースした。
1980年代中盤、ガイギャックスはフリント・ディリ(en:Flint Dille)とともに、「サーガド・ザ・バーバリアン・ブックス」の仕事をした。この時代には、彼の他の書籍「ロールプレイング・ゲームの達人」とその続刊「実践 ゲームマスターの達人」も含まれる。ガイギャックスはまたいくつかの出版された短編小説を書いた。1990年代の間にガイギャックスはさらに3点の小説「ザ・アヌビス・マーダーズ」、「ザ・サマルカンド・ソリューション」、「デス・イン・デルヒ」を執筆してペンギンブックスから出版され、後にパイゾ社から再版された。パイゾ社はまたガイギャックスの「失われた」小説である「インファーナル・ソーサレス」も出版した。
ガイギャックスはオープン・ゲーム・ライセンス(en:Open Game License)のもと、D20システムを使用した作品をリリースした。これらの中には、「ア・チャレンジ・オブ・アームズ」包括的アドヴェンチャーモジュール、「ザ・ウェイランド・スミス&カンパニー・ジャイアント・ファン・カタログ」（ジョークの魔法の品物たち）、そして「ザ・スレイヤーズ・ガイド・トゥ・ドラゴンズ」ソースブックが含まれた。ガイギャックスは1994年に発行された「ミシック・マスターズ」（Trigee）誌の6つそれぞれの号に、全体の64ページの主要な著者として現れた。
2002年から2006年にかけ、ガイギャックスはトロール・ロード・ゲームズ(en:Troll Lord Games)の「ガイギャクシアン・ファンタジー・ワールズ」に、ボリュームIからIIIの原理作家として、またボリュームIV、V、VIそしてVIIの編集者として働いた。
2005年、ガイギャックスは、トロール・ロード・ゲームズ(en:Troll Lord Games)と、彼が創造に積極的に参加した「キャッスルズ&クルセイズ」(en:Castles & Crusades)で、「ダンジョンズ&ドラゴンズ」RPGに帰ってきた。トロール・ロード・ゲームズが出版した「キャッスル・ザギグ 」は、以前に未発表だったガイギャックスの「キャッスル・グレイホーク」(en:Castle Greyhawk)のオリジナルバージョンで、D&Dのためのオリジナルのダンジョンセッティングだった。キャッスル・ザギグの出版は7つのソースブックが計画され、商標上の理由で実際には「グレイホーク」の名のもとに出版されなかった。
1999年、ガイギャックスはTSR社のショーン・K・レイノルズ(en:Sean K. Reynolds)とアドヴェンチャー「アゲンスト・ザ・ジャイアンツ：ザ・リベレーション・オブ・ジェフ」をデザインした。
ガイギャックスは晩年アニメやビデオゲームに自分の声を貸し、フューチュラマのエピソードen:Anthology of Interest Iに彼自身の絵のために声を提供し、2000年に放送された。
ガイギャックスはさらにMMORPG「ダンジョンズ&ドラゴンズ オンライン、ストームリーチ」(en:Dungeons & Dragons Online: Stormreach)では、「デレーラの墓地」クエストシリーズでゲスト・ダンジョンマスターのナレーションを演じた。彼の死後、そのダンジョンの近くに彼の墓碑が作られ、デレーラ墓地でのクエストの報酬として記念アイテムも作られた。

## 私生活
1958年、ガイギャックスは最初の妻であるメアリー・ジョー・ガイギャックスと結婚した。1961年に夫妻は2人の子供をもうけ、
後に「ダンジョンズ&ドラゴンズ」のプレイテストのアシストをすることになる。
1980年代はじめに、さらに3人の子供が離婚前に生まれた。
1987年8月15日（彼の両親が結婚50年目の同じ日）、彼は2人目の妻ゲイル・カーペンターと結婚し、そして協力して夫妻は6人目の（そして最後の）子供をもうけた。2005年、ガイギャックスは7人の孫に恵まれた。彼は1946年に家族が最初にやってきた時からずっとウィスコンシン州レイク・ジェニーバに住み続けた。
ガイギャックスが亡くなったのは2008年3月4日の朝、ウィスコンシン州レイク・ジェニーバの自宅で、69歳だった。ガイギャックスは2004年4月1日と5月4日に脳梗塞を患ってから半引退生活に入り、さらに脳卒中を防ぐために不適切な薬を受け取った後に心筋梗塞に苦しんだ。彼は腹部大動脈瘤(en:abdominal aortic aneurysm)と診断された。ガイギャックスは生涯通しての愛煙家だったが、彼の脳梗塞のあとは葉巻の切り替えを余儀なくされた。ガイギャックスはまだゲームのコミュニティではアクティブであり、Dragonsfootやen:EN WorldなどのQ&Aフォーラムでもアクティブであった。
2008年のフューチュラマen:Futurama: Bender's Gameでは、番組最後のスタッククレジットにガイギャックスに敬意を払うタイトルカードが含まれ、エピソードen:Anthology of Interestに「誰か、次の1000の5乗年『ダンジョンズ&ドラゴンズ』を遊ばないか？」という彼のクリップがある。多くの人（たとえば、en:David X. CohenのようなD&Dファン）がこの番組に参加し、番組の製作中にD&Dが遊ばれた。ゲイリー・ガイギャックスはまた、自分の声を「コード・モンキーズ」というコメディアニメに貸した。

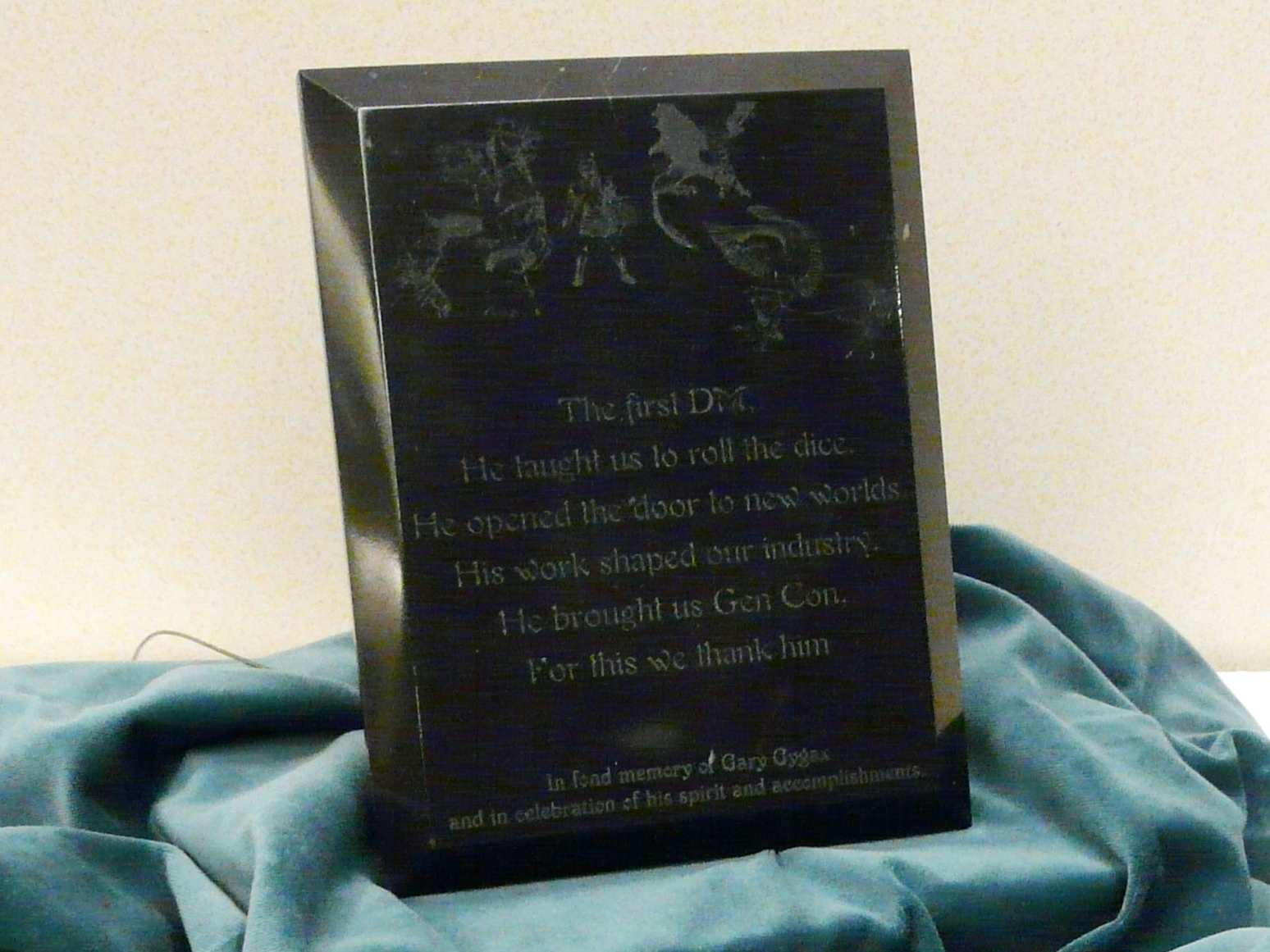
2008年のGen Conで飾られたメモリアルプレート。
最初のダンジョンマスター、
彼はサイコロを振ることを教えてくれた。
彼は新しい世界への扉を開いた。
彼の仕事は私たちの産業を形づけた。
彼は私たちをGen Conへいざない、
ここにいる私たちは彼に感謝する。
ゲイリー・ガイギャックスの親愛なる思い出に
そして彼の精神と業績を祝福して。

| 「 | 私は本当にゲームを遊んで楽しんだ、そして他のみんなと知識と楽しみの娯楽を共有した男として世界のようになる。 | 」 |

最初のダンジョンマスター、

彼はサイコロを振ることを教えてくれた。

彼は新しい世界への扉を開いた。

彼の仕事は私たちの産業を形づけた。

彼は私たちをGen Conへいざない、

ここにいる私たちは彼に感謝する。

ゲイリー・ガイギャックスの親愛なる思い出に

そして彼の精神と業績を祝福して。

## 著書
- 『ロールプレイング・ゲームの達人』 (Role-Playing Mastery) ISBN 4-390-11312-7
- 『実践 ゲームマスターの達人』(Master of the Game) ISBN 4-390-11354-2

ともに訳者は多摩豊（社会思想社・現代教養文庫）。

## 賞と栄誉
「ロールプレイングゲームの父」として、ガイギャックスは多くの賞を受賞し、栄誉を受け、ゲームに関連した賛辞を受けた：
- 1980年、彼はthe Academy of Adventure Gaming Arts & Design オリジン賞の名誉の殿堂入りを果たした。[41]
- "Sync"誌は「全ての偉大な50人のオタク」の1番目にガイギャックスの名を挙げた。[42]
- "SFX"誌は「50人の偉大なSFパイオニア」リストの37人目に彼を挙げた。[43]
- 1999年、「ピラミッド」誌はアドヴェンチャー・ゲーミングの領域で「千年紀にもっとも大きな影響を与えた人物」のひとりとしてガイギャックスの名を挙げた。[44]
- ガイギャックスはJ・R・R・トールキンと結びつき、"GameSpy"の「ゲームで大きな影響を与えた30人」の18人目に挙げられた。[45]
- 「ダンジョンズ&ドラゴンズ」で非常に多い名前の"Zagyg"、"Ring of Gaxx"、そして"Gryrax"は、ガイギャックスの名前のアナグラムか改造である。[46]
- バクテリアの変種にガイギャックスの名前を名誉的に付けたものがあり、"Arthronema gygaxiana sp nov UTCC393"というものである。[47]
- ブリザード・エンターテイメントが「World of Warcraft」の2.4.0パッチと「Fury of the Sunwell」でガイギャックスに献辞した。[48]
- エレクトロニック・アーツはウルティマオンラインの第51版でガイギャックスに献辞した。これには特別な遭遇と特有の装飾が施されたダンジョンが含まれる。[49]
- en:Turbine, Inc.は「ダンジョンズ&ドラゴンズ_オンライン、ストームリーチ」の7番目のモジュールを2008年6月3日にリリースした。[50]デレーラの墓地の新しいエリアには記念碑と献辞、そして新しいユニーク・アイテム（「ダンジョンマスターの声」：着用者の獲得する経験点を+5％、全ての技能を+1向上させる）が組み入れられている。[51]
- スティーヴン・コルベアは若き日に熱心なD&Dゲーマーで、[24]「コルベア・リポート」の2008年3月5日の最後でガイギャックスに献辞した。[52]
- ガイギャックスはいくつかのウェブコミックで追悼され、その中にはen:xkcdのコミック#393"Ultimate Game"や、[53]Penny Arcade'sは少し上品な飾り図案で、[54]en:Dork Towerの「世界構築のルールに感謝」、[55]en:Order of the Stick #536 "A Brief Tribute"、[56]en:UserFriendlyの2008年3月9日の漫画、[57] en:GU Comicsの「旅の終わり」、[58]そしてthe en:Unspeakable Vault (of Doom)が含まれる。[59]
- 2008年のフューチュラマ映画en:Futurama: Bender's Gameはクレジットのあとでガイギャックスに献辞し、エピソードen:Anthology of Interestで彼をアニメ化したクリップとともに、「みんな1000の5乗年『ダンジョンズ&ドラゴンズ』を遊ばないか？」という台詞があり、たくさんの人がショーに巻き込まれ、その中にはD&Dのファンでショーの製作中にゲームを遊んでいたen:David X. Cohenが含まれる。[38]
- ガイギャックスの声はen:Code Monkeysで8ビットの音声として登場する。[60]
- 3冊全ての「ダンジョンズ&ドラゴンズ第4版」基本ルールブックには、スタッフクレジットのページの下に"dedicated to the memory of E. Gary Gygax"と献辞されている。[61][62][63]
- ガイギャックスと彼の愛したゲーミングは「ゲイリーコン」で名高く、レイク・ジェニーバ・ゲーミング・コンベンションは毎年、家族やファンによってトリビュートとして開催されている。[64]
- ガイギャックスの家族のメンバーは彼の名誉の記念碑建設に基金を創設している。2010年1月現在、ウィスコンシン州レイク・ジェニーバの湖畔にライブラリーパークの場所を確保するためである。.[65]2011年1月5日、城の櫓の上に胸像を持ち、櫓の周囲をできる限りドラゴンが包んだ記念碑が承認された。[66]